# Danlí
Danlí è una città dell'Honduras facente parte del dipartimento di El Paraíso.
Il comune venne istituito il 24 settembre 1820 ed ottenne lo status di città il 12 aprile 1843.
È sede della diocesi di Danlí.